# Champrond-en-Gâtine
Champrond-en-Gâtine [ʃɑ̃pʁɔ] est une commune française située dans le département d'Eure-et-Loir, en région Centre-Val de Loire.

## Géographie

### Situation

Situation géographique
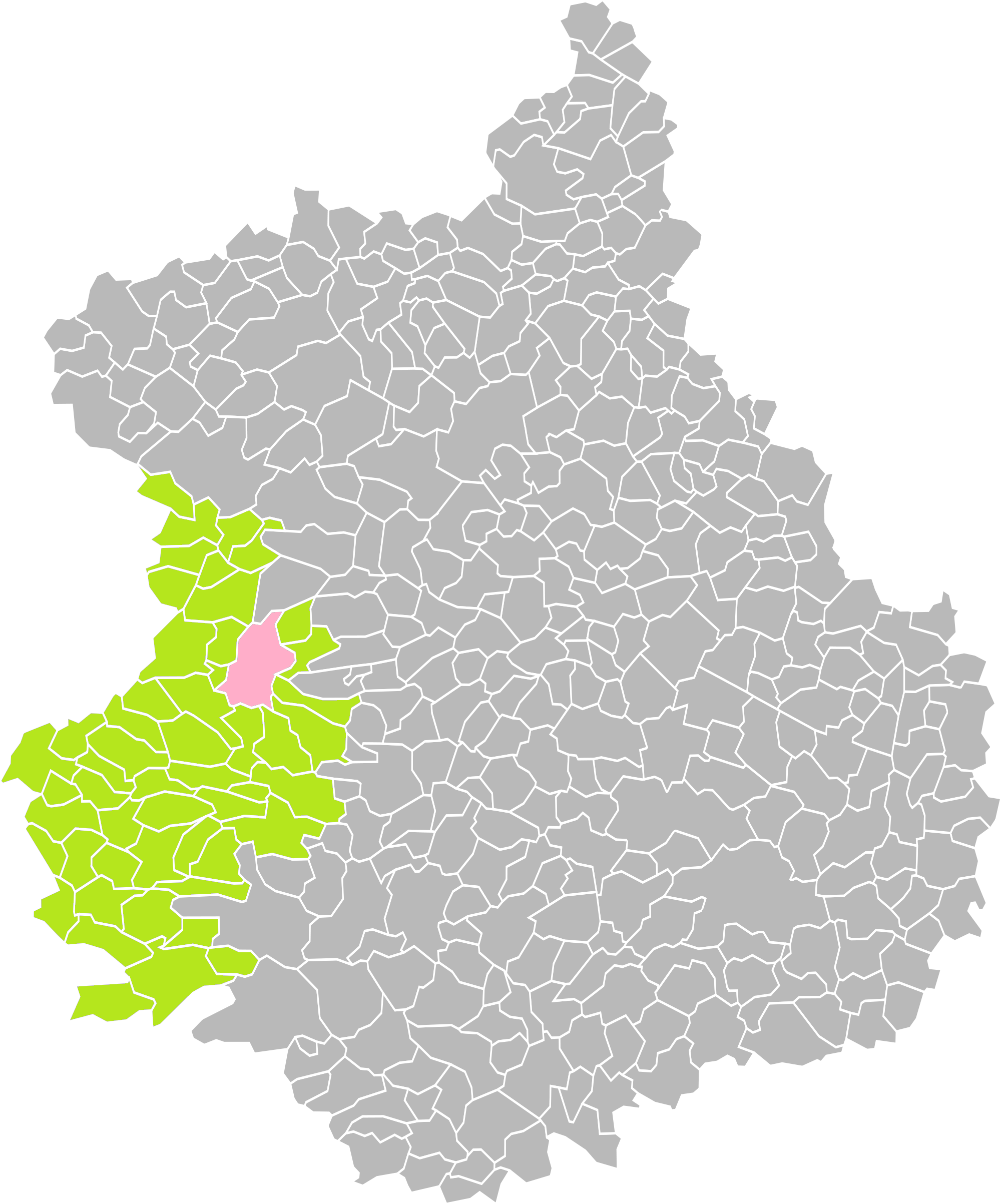
Champrond-en-Gâtine dans son arrondissement.
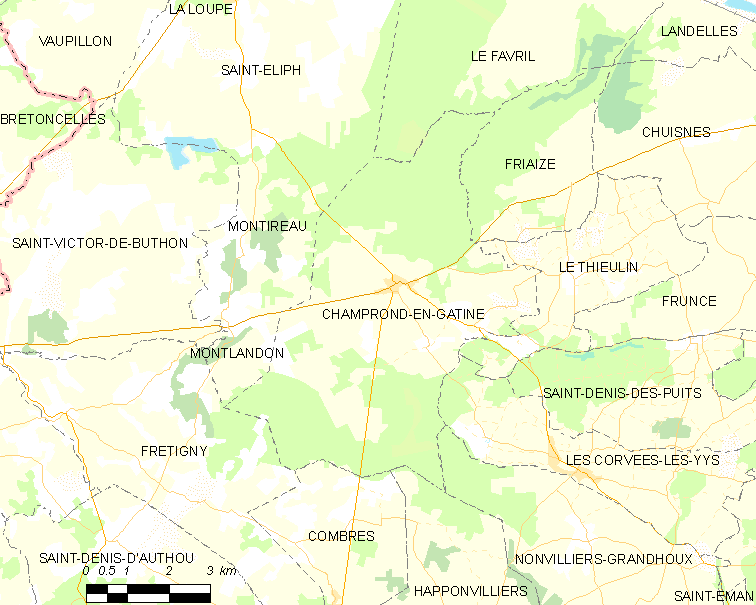
Carte de la commune de Champrond-en-Gâtine.

### Communes limitrophes
| Saint-Éliph           | Le Favril               | Friaize                                    |
| Montlandon, Montireau | Champrond-en-Gâtine     | Le Thieulin                                |
| Frétigny              | Combres, Happonvilliers | Les Corvées-les-Yys, Nonvilliers-Grandhoux |

### Hydrographie
Sur la commune se trouve la réelle source la plus amont de la rivière le Loir, affluent de la Sarthe, sous-affluent de la Loire, 22km en amont de Saint-Éman qui est pourtant désigné comme le lieu officiel de sa source.

### Climat
Pour des articles plus généraux, voir Climat du Centre-Val de Loire et Climat d'Eure-et-Loir.
En 2010, le climat de la commune est de type climat océanique dégradé des plaines du Centre et du Nord, selon une étude du CNRS s'appuyant sur une série de données couvrant la période 1971-2000. En 2020, Météo-France publie une typologie des climats de la France métropolitaine dans laquelle la commune est exposée à un climat océanique altéré et est dans une zone de transition entre les régions climatiques « Sud-ouest du bassin Parisien » et « Normandie (Cotentin, Orne) ». 
Pour la période 1971-2000, la température annuelle moyenne est de 10 °C, avec une amplitude thermique annuelle de 14,5 °C. Le cumul annuel moyen de précipitations est de 740 mm, avec 11,9 jours de précipitations en janvier et 8 jours en juillet. Pour la période 1991-2020, la température moyenne annuelle observée sur la station météorologique de Météo-France la plus proche, sur la commune de La Loupe à 9 km à vol d'oiseau, est de 11,0 °C et le cumul annuel moyen de précipitations est de 718,0 mm,. Pour l'avenir, les paramètres climatiques de la commune estimés pour 2050 selon différents scénarios d'émission de gaz à effet de serre sont consultables sur un site dédié publié par Météo-France en novembre 2022.

### Milieux naturels et biodiversité
Le réseau Natura 2000 est un réseau écologique européen de sites naturels d'intérêt écologique élaboré à partir des directives « Habitats » et « Oiseaux ». Ce réseau est constitué de Zones spéciales de conservation (ZSC) et de Zones de protection spéciale (ZPS).
Dans les zones de ce réseau, les États membres s'engagent à maintenir dans un état de conservation favorable les types d'habitats et d'espèces concernés, par le biais de mesures réglementaires, administratives ou contractuelles. L'objectif est de promouvoir une gestion adaptée des habitats tout en tenant compte des exigences économiques, sociales et culturelles, ainsi que des particularités régionales et locales de chaque État membre. Les activités humaines ne sont pas interdites, dès lors que celles-ci ne remettent pas en cause significativement l'état de conservation favorable des habitats et des espèces concernés.
Une partie du territoire communal est incluse dans le site Natura 2000 : « Arc forestier du Perche d'Eure-et-Loir » (Habitats), d'une superficie de 522 ha, lui-même étant inclus dans le site « Forêts et étangs du Perche » (Oiseaux), d'une superficie de 47 681 ha.

## Urbanisme

### Typologie
Au 1er janvier 2024, Champrond-en-Gâtine est catégorisée commune rurale à habitat dispersé, selon la nouvelle grille communale de densité à 7 niveaux définie par l'Insee en 2022.
Elle est située hors unité urbaine. Par ailleurs la commune fait partie de l'aire d'attraction de Chartres, dont elle est une commune de la couronne,. Cette aire, qui regroupe 117 communes, est catégorisée dans les aires de 50 000 à moins de 200 000 habitants,.

### Occupation des sols
L'occupation des sols de la commune, telle qu'elle ressort de la base de données européenne d’occupation biophysique des sols Corine Land Cover (CLC), est marquée par l'importance des forêts et milieux semi-naturels (54,9 % en 2018), une proportion identique à celle de 1990 (54,9 %). La répartition détaillée en 2018 est la suivante : 
forêts (54,2 %), terres arables (40,5 %), prairies (2,3 %), zones agricoles hétérogènes (1,5 %), zones urbanisées (0,8 %), milieux à végétation arbustive et/ou herbacée (0,7 %). L'évolution de l’occupation des sols de la commune et de ses infrastructures peut être observée sur les différentes représentations cartographiques du territoire : la carte de Cassini (XVIIIe siècle), la carte d'état-major (1820-1866) et les cartes ou photos aériennes de l'IGN pour la période actuelle (1950 à aujourd'hui).

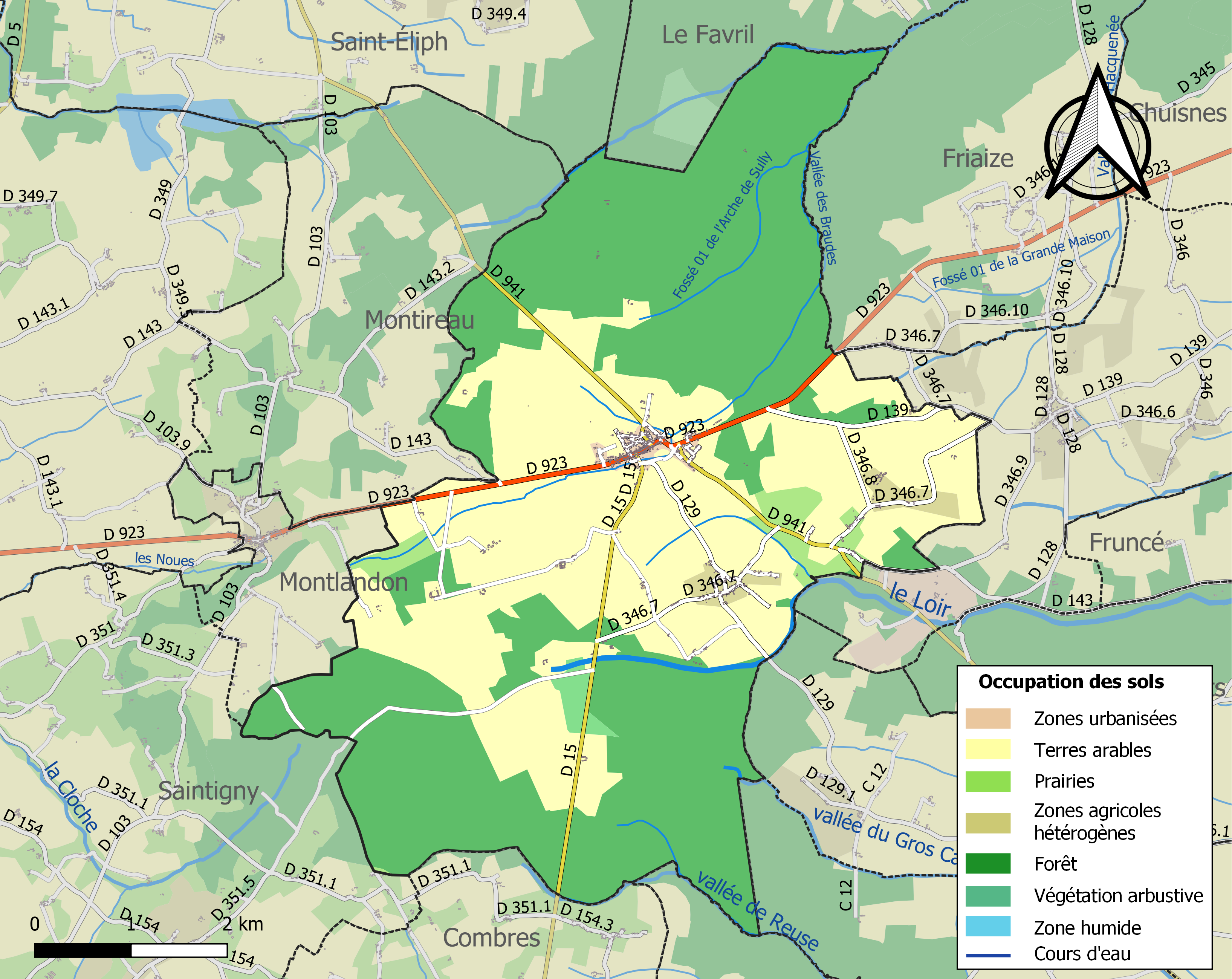
Carte des infrastructures et de l'occupation des sols de la commune en 2018 (CLC).

### Risques majeurs
Le territoire de la commune de Champrond-en-Gâtine est vulnérable à différents aléas naturels : météorologiques (tempête, orage, neige, grand froid, canicule ou sécheresse), inondations, mouvements de terrains et séisme (sismicité très faible). Il est également exposé à un risque technologique, le transport de matières dangereuses. Un site publié par le BRGM permet d'évaluer simplement et rapidement les risques d'un bien localisé soit par son adresse soit par le numéro de sa parcelle.

#### Risques naturels
Certaines parties du territoire communal sont susceptibles d’être affectées par le risque d’inondation par débordement de cours d'eau, notamment le Loir, le ruisseau de l'Étang Chaud, la Vallée du Gros Caillou et la Vallée de Reuse. La commune a été reconnue en état de catastrophe naturelle au titre des dommages causés par les inondations et coulées de boue survenues en 1999,.

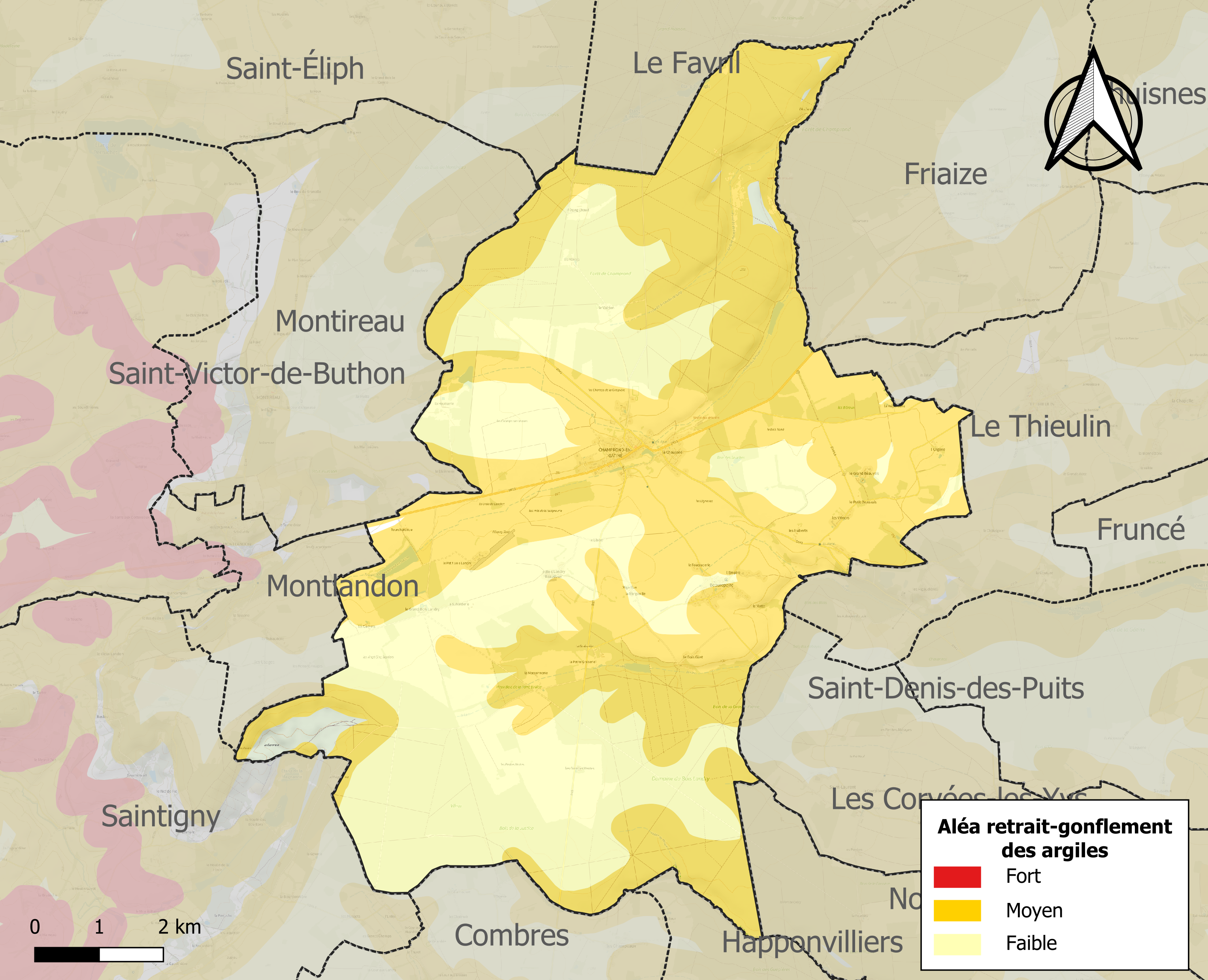
Carte des zones d'aléa retrait-gonflement des sols argileux de Champrond-en-Gâtine.

Les mouvements de terrains susceptibles de se produire sur la commune sont des mouvements de sols liés à la présence d'argile, des affaissements et effondrements liés aux cavités souterraines (hors mines) et des effondrements généralisés. L'inventaire national des cavités souterraines permet de localiser celles situées sur la commune.
Le retrait-gonflement des sols argileux est susceptible d'engendrer des dommages importants aux bâtiments en cas d’alternance de périodes de sécheresse et de pluie. 61,3 % de la superficie communale est en aléa moyen ou fort (52,8 % au niveau départemental et 48,5 % au niveau national). Sur les 315 bâtiments dénombrés sur la commune en 2019, 288 sont en aléa moyen ou fort, soit 91 %, à comparer aux 70 % au niveau départemental et 54 % au niveau national. Une cartographie de l'exposition du territoire national au retrait gonflement des sols argileux est disponible sur le site du BRGM,.
Concernant les mouvements de terrains, la commune a été reconnue en état de catastrophe naturelle au titre des dommages causés par la sécheresse en 2003 et par des mouvements de terrain en 1999.

#### Risques technologiques
Le risque de transport de matières dangereuses sur la commune est lié à sa traversée par des infrastructures routières ou ferroviaires importantes ou la présence d'une canalisation de transport d'hydrocarbures. Un accident se produisant sur de telles infrastructures est en effet susceptible d’avoir des effets graves au bâti ou aux personnes jusqu’à 350 m, selon la nature du matériau transporté. Des dispositions d’urbanisme peuvent être préconisées en conséquence.

## Toponymie
Le nom de la localité est attesté sous la forme Campus Rotundus in Gastina en 1366, ce qui se traduit mot pour mot par « Champ Rond en Gâtine », Champrond en Gâtine au XVIIIe siècle.
Un rendez-vous de chasse perdu dans l’immense forêt du Perche, donna naissance à une agglomération qui essarta un coin de bois, puis finit par dégager une vaste clairière quasi circulaire. Ce fut le « Champ Rond » où s’implanta le futur village.

« Gâtine » partage le même radical que les termes gâter et l'ancien français gast « désert, inculte ».

## Histoire

### Moyen Âge
L'histoire de la commune du Xe siècle au XIIIe siècle, ainsi que celle de Friaize et de Montlandon, était intimement liée aux puissants barons de Châteauneuf-en-Thymerais. Champrond constituait l'un de leurs principaux fiefs avant que leur lignée ne disparaisse et que leur baronnie dont le domaine couvrait l'ensemble du Thymerais ne soit démembrée.

### La Révolution française
Au cours de la Révolution française, la commune porta provisoirement le nom de Champrond-Marat.

### Époque contemporaine

#### XIXesiècle

##### Le loup chassé
Une battue faite dans la forêt de Champrond-en-Gâtine, le 14 avril courant (1871), sous la direction de M. Brissonnet-Texier, régisseur de M. le marquis d'Aligre, a produit un assez beau résultat : deux loups mâles ont été tués, l'un âgé de deux ans, par M. Juillet, garde particulier, l'autre, déjà vieux de six ans, par M. Hamelin, garde-forestier.

#### Le variant de la Covid-19 apparu à Champrond-en-Gâtine
En mai 2021, dans une intervention sur la chaîne de l'IHU Méditerranée Infection, le professeur Raoult déclare que l'élevage de visons de Champrond-en-Gâtine est, à son avis, « la source de cette épidémie et c'est le variant le plus mortel dans le monde de la Covid-19, c'est le plus mortel chez nous et il s'est répandu dans toute l'Europe, c'est un vrai tueur, le pire des tueurs, le pire de ceux que l'on a eu ! ».

## Politique et administration

### Liste des maires
| Période                                  | Période  | Identité      | Étiquette | Qualité                                          |
| ---------------------------------------- | -------- | ------------- | --------- | ------------------------------------------------ |
| avant 1995                               | ?        | Pierre Michel | DVD       |                                                  |
| Les données manquantes sont à compléter. |          |               |           |                                                  |
| mars 2001                                | En cours | Éric Legros,  |           | Professeur des écoles ou instituteur ou assimilé |

## Population et société

### Démographie
L'évolution du nombre d'habitants est connue à travers les recensements de la population effectués dans la commune depuis 1793. Pour les communes de moins de 10 000 habitants, une enquête de recensement portant sur toute la population est réalisée tous les cinq ans, les populations de référence des années intermédiaires étant quant à elles estimées par interpolation ou extrapolation. Pour la commune, le premier recensement exhaustif entrant dans le cadre du nouveau dispositif a été réalisé en 2005.

En 2022, la commune comptait 733 habitants, en évolution de +13,29 % par rapport à 2016 (Eure-et-Loir : −0,23 %, France hors Mayotte : +2,11 %).
| 1793 | 1800 | 1806 | 1821 | 1831 | 1836 | 1841 | 1846 | 1851 |
| ---- | ---- | ---- | ---- | ---- | ---- | ---- | ---- | ---- |
| 900  | 853  | 968  | 904  | 871  | 900  | 929  | 947  | 965  |

| 1856 | 1861 | 1866 | 1872 | 1876 | 1881 | 1886 | 1891 | 1896 |
| ---- | ---- | ---- | ---- | ---- | ---- | ---- | ---- | ---- |
| 829  | 845  | 867  | 826  | 826  | 786  | 726  | 752  | 746  |

| 1901 | 1906 | 1911 | 1921 | 1926 | 1931 | 1936 | 1946 | 1954 |
| ---- | ---- | ---- | ---- | ---- | ---- | ---- | ---- | ---- |
| 716  | 739  | 711  | 633  | 618  | 597  | 584  | 637  | 540  |

| 1962 | 1968 | 1975 | 1982 | 1990 | 1999 | 2005 | 2006 | 2010 |
| ---- | ---- | ---- | ---- | ---- | ---- | ---- | ---- | ---- |
| 530  | 507  | 446  | 430  | 356  | 416  | 464  | 459  | 541  |

| 2015 | 2020 | 2022 | - | - | - | - | - | - |
| ---- | ---- | ---- | - | - | - | - | - | - |
| 638  | 702  | 733  | - | - | - | - | - | - |

## Culture locale et patrimoine

### Lieux et monuments

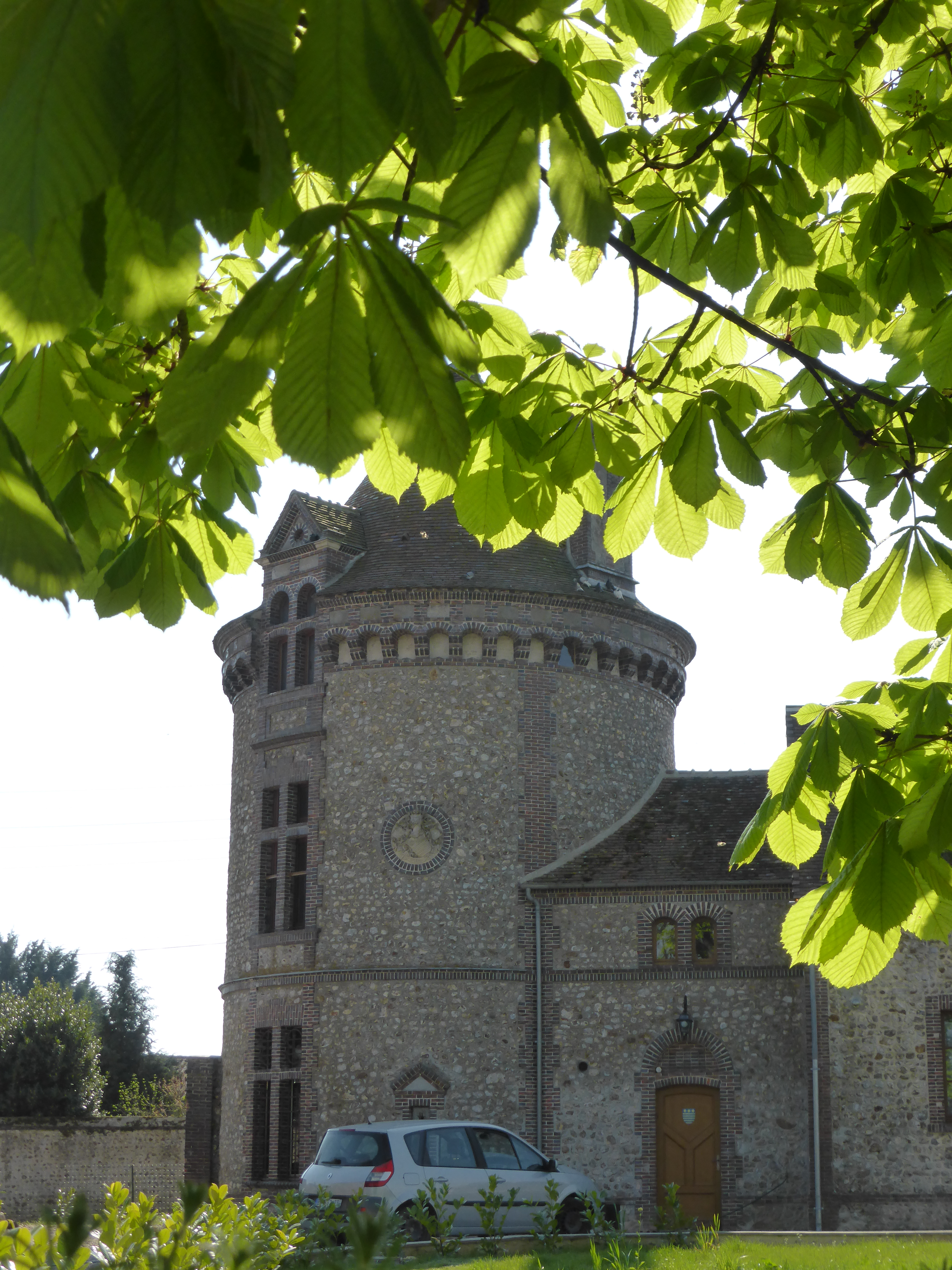
La tour d'Aligre.

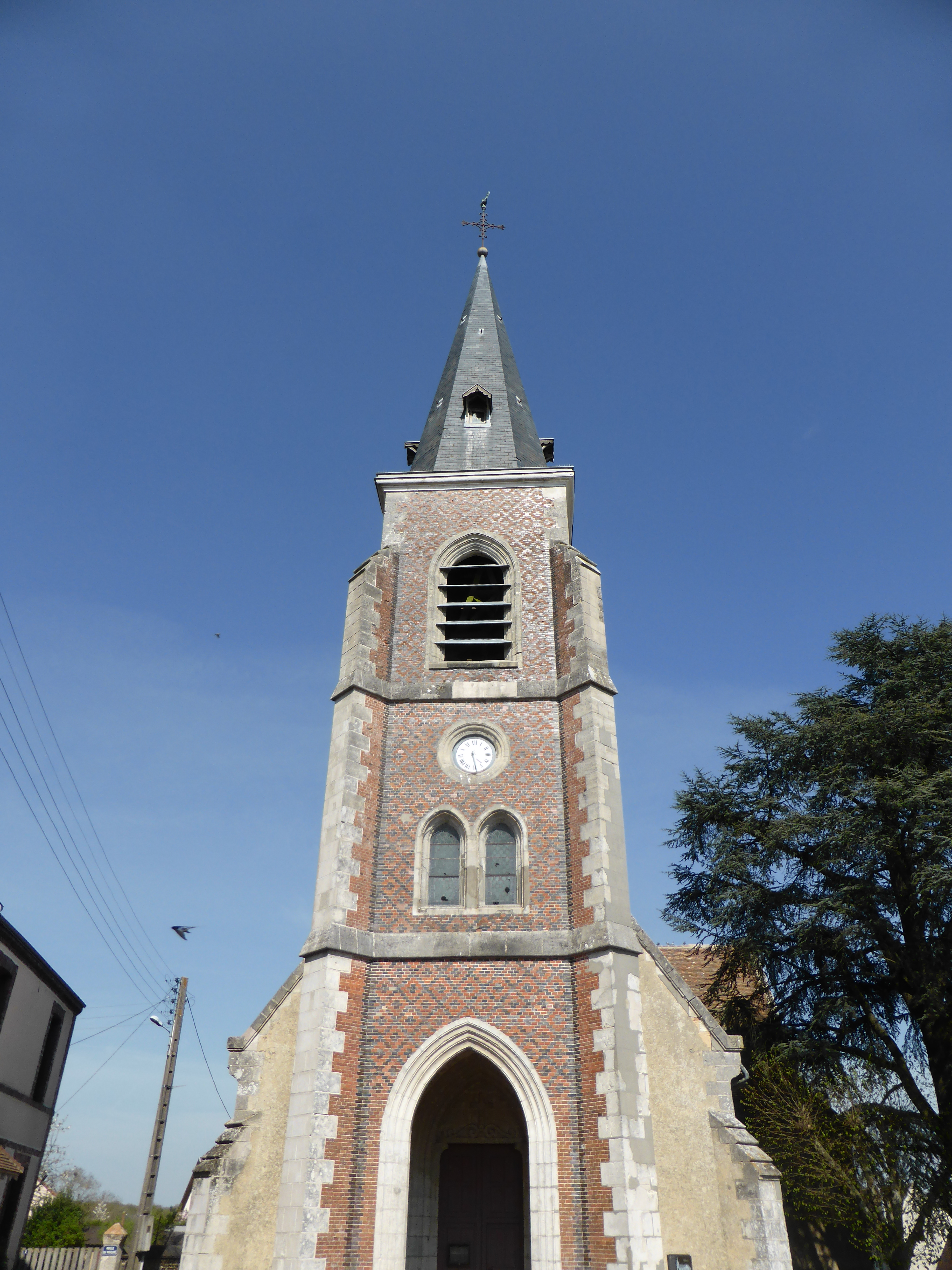
Clocher de l'église Saint-Sauveur.

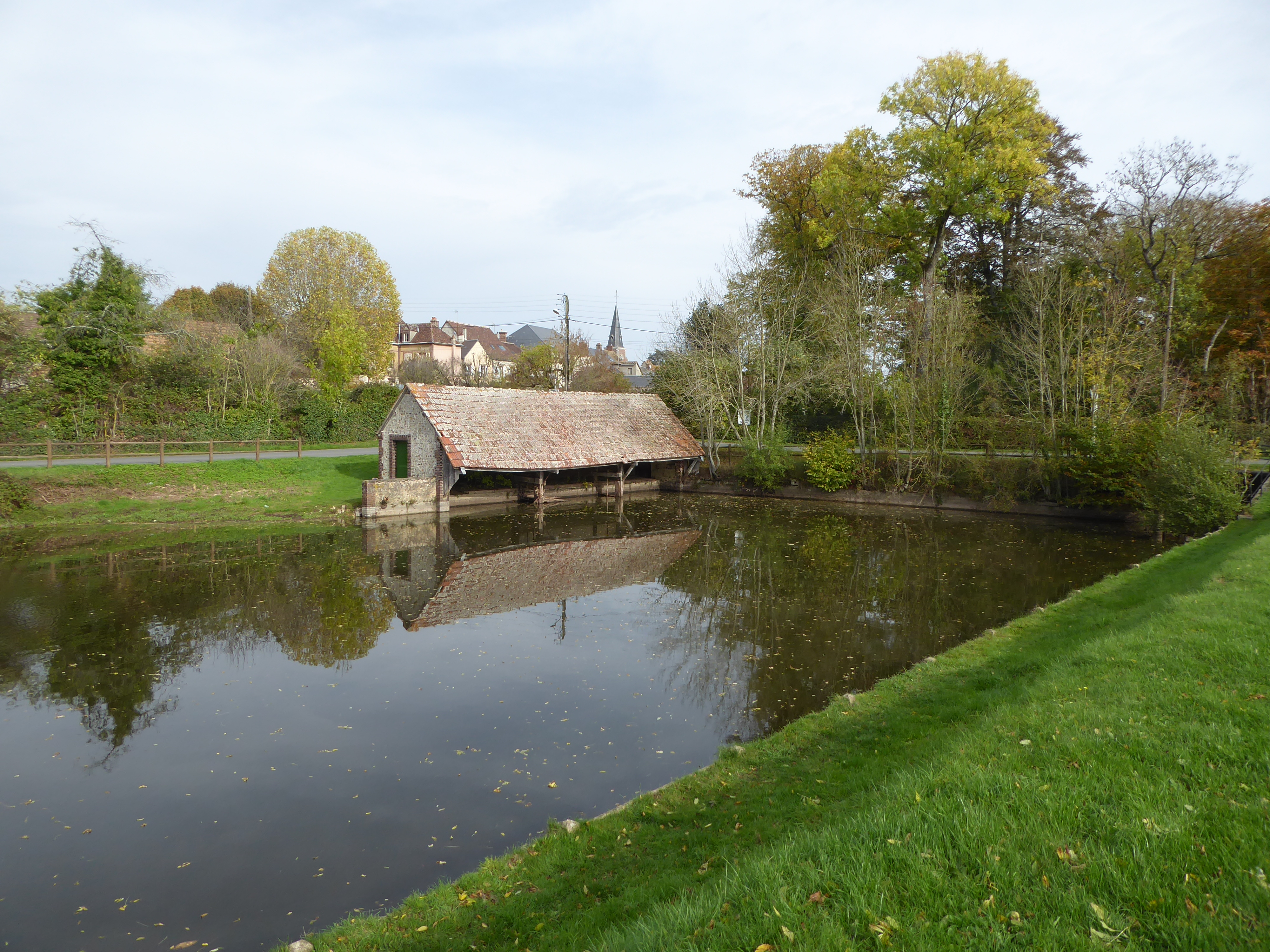
Ancien lavoir du fossé de Champrond.

#### La tour d'Aligre
Au XIe siècle, le comte du Perche fait construire un château fort à Champrond-en-Gâtine ; les assauts de l'histoire l'ont anéanti. En 1820, le marquis d'Aligre acquiert la grand'maison de Champrond, 159 hectares des forêts de Champrond et de la Magnane, la ferme du Valdon et la tour de Montlandon. Et c'est en 1876, que la filleule de la marquise d'Aligre fait édifier l'actuelle tour d'Aligre, sur les soubassements de l'ancienne tour du château féodal,. Avant la famille d'Aligre, les ruines appartenaient aux Gontaut-Biron.

« C’est ma mère qui, filleule de la marquise d’Aligre, a posé en 1876, la première pierre de la « Tour » de Champrond, propriété de la famille d'Aligre et dépendant du château des Vaux.
Cette tour est située sur les ruines d'un ancien château fort qui aurait été bâti vers 1070 par le comte du Perche, seigneur de Champrond, et la base qui subsiste seule actuellement, est en maçonnerie si solide que la pioche aurait été impuissante à la démolir et qu'on dut y renoncer. Ma grand-mère habita cette tour pendant plus de cinquante ans et c’est là que j’ai passé toutes mes vacances jusqu’à ma dix-huitième année.
À quelques centaines de mètres du bourg, s’étendent les grandes forêts de Champrond et Montécot. »

— Docteur Siméon Langlois, médecin en chef honoraire de l’administration générale de l’Assistance Publique à Paris en 1973 - Un million de malades.

#### L'église Saint-Sauveur
L'église Saint-Sauveur présente des éléments des XIIe, XVIIe et XIXe siècles.

#### Autres lieux et monuments
- Étang et ancien lavoir du fossé de Champrond

#### Arbre remarquable de France
Le chêne du bois Landry « Les quatre Frères », hauteur 31 m, circonférence 7 m, bicentenaire est labellisé « Arbre remarquable de France », privé, en 2020,.

### Personnalités liées à la commune
- Gilles III du Buat, écuyer, né 1639, mort 1705, habitait Champrond-en-Gâtine[37]
- François-Lubin Passard, libraire-éditeur et écrivain, né à Champrond-en-Gâtine en 1817. Pour le pseudonyme "Eugène Le Gai", l'auteur se qualifie parfois de "docteur" et pour "Louis Delanoue", d'avocat[38].

### Héraldique
| Blason de Champrond-en-Gâtine | Blason  | Écartelé : au 1) d'argent au village au naturel toituré de gueules, au 2) d'azur au gland d'or feuillé de deux pièces de sinople en chevron, au 3) d'azur à l'épi de blé d'or posé en bande, au 4) d'argent aux cinq ondes alésées d'azur ; sur le tout d'argent aux trois chevrons de gueules. |
| Blason de Champrond-en-Gâtine | Détails | Le statut officiel du blason reste à déterminer. |

#### Bases de données et dictionnaires
- Sites officiels : www.champrond-en-gatine.org et www.champrond-en-gatine.fr
- Ressources relatives à la géographie :   - Insee (communes)
  - Ldh/EHESS/Cassini
- Ressource relative à plusieurs domaines :   - Annuaire du service public français
- Notices d'autorité :   - BnF (données)